# タイーバ・ハニーフ
タイーバ・ハニーフ＝パーク（Tayyiba Haneef-Park、1979年3月23日 - ）は、アメリカ合衆国の元女子バレーボール選手、現指導者。元アメリカ合衆国代表。バスケットボール選手のタリ・フィリップスは従姉。

## 来歴
7歳から陸上、バスケットボールを始め、陸上では2000年全米陸上選手権（シドニー五輪代表選考会）の走り高跳び10位（1メートル80、自己ベストは1メートル90）の結果を残した。バレーボールは17歳から始め、カリフォルニア州立大学ロングビーチ校を卒業後、バレーボールに専念するようになった。
2001年に米国代表に初選出され、2002年にドイツで開催された世界選手権に出場し銀メダル、2003年のワールドカップでは銅メダルを獲得した。
2004年にはアテネオリンピックに出場。同年、日本の武富士バンブーへ入団し、2シーズンプレーした。第12回Vリーグは3位と好成績を残す原動力となった。
2005年の北中米選手権ではチームを優勝へ導き、自身もベストスコアラー賞を受賞。同年11月のグラチャンでは銀メダル獲得に大きく貢献した。その後2006年の世界選手権、2007年のワールドカップに出場し、エースアタッカーとしてチームを牽引。2008年の北京オリンピックではローガン・トムとともに大車輪の活躍で銀メダルを獲得する。
2008-2009年シーズンにVプレミアリーグのパイオニアレッドウィングスでプレーした後は、産休から代表を外れていたが、2010-11年シーズンよりアゼルバイジャンのイトゥサチ・バクーでプレーし、佐野優子とチームメイトだった。
2011年に米国代表へ復帰し、同年のワールドカップ、2012年ロンドンオリンピックで銀メダルを獲得した。
2024年に開幕したプロ・バレーボール・フェデレーションのサンディエゴ・モジョ初代監督に就任。

## 球歴
- オリンピック - 2004年（5位）、2008年（銀メダル）、2012年（銀メダル）
- 世界選手権 - 2002年（銀メダル）、2006年（9位）
- ワールドカップ - 2003年（銅メダル）、2007年（銅メダル）、2011年（銀メダル）
- ワールドグランドチャンピオンズカップ - 2005年（2位）

## 受賞歴
- 2005年　北中米選手権　ベストスコアラー賞

## 所属クラブ

### 選手
- Saddleback Valley （1995-1997年）
- Long Beach State University （1997-2001年）
- Yorba Linda （2001-2002年）
- Cardisa Reggio Emilia（2002-2003年）
- USA National Team （2003-2004年）
- 武富士バンブー （2004-2006年）
- Kazanuchka Kazan （2006-2007年）
- エジザージュバシュ・ゼンティヴァ（2007-2008年）
- パイオニアレッドウィングス （2008-2009年）
- イトゥサチ・バクー （2010-2012年）

### 指導者
- アスリーツ・アンリミテッド（2021-2022年）
- バレーボールアメリカ合衆国女子代表U23（2022-2023年）
- オレゴン大学（2022-2023年）
- サンディエゴ・モジョ（英語版）（2024年-）